# Glaucopsyche
Glaucopsyche is een geslacht van vlinders uit de onderfamilie van de blauwtjes (Polyommatinae) van de familie Lycaenidae. De wetenschappelijke naam van het geslacht is voor het eerst geldig gepubliceerd in 1872 door Samuel Hubbard Scudder. Het geslacht heeft vooral vertegenwoordigers in het Palearctisch gebied maar ook twee (G. lygdamus en G. piasus) in het Nearctisch gebied.
De typesoort van het geslacht is Polyommatus lygdamus Doubleday, 1841.

## Soorten
- Glaucopsyche aeruginosa (Staudinger, 1881)
- Glaucopsyche alexis (Poda, 1761) - Bloemenblauwtje
- Glaucopsyche argali (Elwes, 1899)
- Glaucopsyche astraea (Freyer, 1851)
- Glaucopsyche charybdis (Staudinger, 1886)
- Glaucopsyche hazeri (Karbalaye & Harandi, 2007)
- Glaucopsyche laetifica (Püngeler, 1898)
- Glaucopsyche lycormas (Butler, 1866)
- Glaucopsyche lygdamus (Doubleday, 1841)
- Glaucopsyche melanops (Boisduval, 1829) - Spaans bloemenblauwtje
- Glaucopsyche paphos Chapman, 1920 - Cypriotisch bloemenblauwtje
- Glaucopsyche piasus (Boisduval, 1852)
- Glaucopsyche seminigra Howarth & Povolny, 1976